# 형님이 돌아왔다
《형님이 돌아왔다》는 2004년 7월 16일에 MBC에서 방영한 베스트극장이다.

## 등장 인물

### 주요 인물
- 지진희 : 영호 역 (아역 맹세창)
- 정준 : 제희 역 (아역 박건태)
- 허영란 : 인영 역

### 그 외 인물
- 이영란 : 어머니 역
- 김동주 : 홍천댁 역
- 김창완 : 의사 역
- 손현주 : 노숙자 역
- 지상렬 : 용철 역 - 택시기사
- 이성민 : 일도 역
- 정경호 : 이도 역
- 허명행 : 삼도 역
- 양길영 : 깡패 1 역
- 심재원 : 깡패 2 역
- 김영대 : 버스기사 역
- 염재욱 : 응급의사 역

### 우정출연
- 김동현